# Afrosega
Afrosega  (лат.) — род бескрылых ос-блестянок из подсемейства Amiseginae. 2 вида.

## Распространение
Южная Африка.

## Описание
Мелкие осы-блестянки, отличающиеся стебельчатым брюшком. Проподеум округлый, без зубцов. Оба пола бескрылые. Паразитоиды. Таксон был впервые описан в 1983 году американским гименоптерологом Карлом Кромбейном (Karl V. Krombein; Department of Entomology, National Museum of Natural History, Smithsonian Institution, Вашингтон, США).

## Систематика
2 вида.
- Adelphe capensis Krombein, 1983 — ЮАР
- Adelphe petiolata Krombein, 1983 — ЮАР